# Falków
Falków – wieś w Polsce położona w województwie lubelskim, w powiecie tomaszowskim, w gminie Rachanie.
Wierni Kościoła rzymskokatolickiego należą do parafii Przemienienia Pańskiego w Rachaniach.

## Historia
Folwark Falków powstał prawdopodobnie u schyłku XIX w. Był własnością hrabiego Tyszkiewicza. W latach 1920–1928 folwarkiem zarządzał dziedzic Szurmiński (dzierżawił folwark od Tyszkiewiczów). W 1929 r. książę Czartoryski, który został właścicielem Falkowa, nakazał częściową parcelację folwarku – kolonia Falków liczyła 17 gospodarstw. W okresie 1928–1930 w folwarku był tylko gumienny – Bajer, administrator mieszkał w Tarnowatce. 1930-1933 w Falkowie przebywał administrator księcia Czartoryskiego – Lityński. W latach 1933–1940 Falków został wydzierżawiony przez Bełdowskiego – dziedzica z Rachań, administratorem został Kalicki. W 1940–1944 folwark wydzierżawił Kisielewski, rządcą został Czarnecki, w 1944 r. dzierżawę objął Szeliga, po wojnie folwark rozparcelowano. W czasie wojny obronnej o Falków toczyły boje oddziały 1 Dywizji Piechoty Legionów z 8 Dywizją niemiecką: 22 września w ciężkich walkach zajęły Falków i odrzuciły siły niemieckie. W walkach zginął podchorąży Wojska Polskiego Edward Dombres z Puław – poległ na polu chwały 22.IX.1939 r. W czasie II wojny światowej w Falkowie działał oddział BCH, brał udział między innymi w akcjach na cukrownię Wożuczyn, w akcjach odwetowych przeciwko siłom ukraińskim.
W 1956 r. zradiofonizowano Falków – tzw. kołchoźniki, a w 1968 r. zakończono elektryfikację. We wrześniu 2019 roku na terenie gminy Rachanie, swoją działalność rozpoczęła Fundacja „Falków”.
W latach 1975–1998 miejscowość administracyjnie należała do województwa zamojskiego, obecnie należy do województwa lubelskiego.